# جایزه هیئت ملی بازبینی برای بهترین فیلم
جایزه هیئت ملی بازبینی برای بهترین فیلم (به انگلیسی: National Board of Review Award for Best Film) یک جایزه فیلم سالانه است که به تهیه‌کننده بهترین فیلم از نظر هیئت ملی بازبینی فیلم اهدا می‌شود.

## فیلم‌های برگزیده
- † = جایزه اسکار بهترین فیلم
- ‡ = نامزد جایزه اسکار بهترین فیلم

### دهه ۱۹۳۰
| سال  | برگزیده                  | کارگردان         |
| ---- | ------------------------ | ---------------- |
| ۱۹۳۲ | فراری از گروه مجرمان ‡   | مروین لیروی      |
| ۱۹۳۳ | توپاز                    | هری دبادی دهارست |
| ۱۹۳۴ | در یک شب اتفاق افتاد †   | فرانک کاپرا      |
| ۱۹۳۵ | خبرچین ‡                 | جان فورد         |
| ۱۹۳۶ | آقای دیدز به شهر می‌رود ‡ | فرانک کاپرا      |
| 1937 | Night Must Fall          | ریچارد تورپ      |
| ۱۹۳۸ | قلعه ‡                   | کینگ ویدور       |
| ۱۹۳۹ | اعترافات یک جاسوس نازی   | آناتول لیتواک    |

### دهه ۱۹۴۰
| سال  | برگزیده                   | کارگردان                |
| ---- | ------------------------- | ----------------------- |
| ۱۹۴۰ | خوشه‌های خشم ‡             | جان فورد                |
| ۱۹۴۱ | همشهری کین ‡              | اورسن ولز               |
| ۱۹۴۲ | جایی که خدمت می‌کنیم ‡     | نوئل کاوارد و دیوید لین |
| ۱۹۴۳ | حادثه اکس-بو ‡            | ویلیام ولمن             |
| 1944 | None But the Lonely Heart | کلیفورد اودتس           |
| ۱۹۴۵ | افتخار حقیقی              | کارول رید               |
| ۱۹۴۶ | هنری پنجم ‡               | لارنس الیویه            |
| ۱۹۴۷ | موسیو وردو                | چارلی چاپلین            |
| ۱۹۴۸ | پیسا                      | روبرتو روسلینی          |
| ۱۹۴۹ | دزدان دوچرخه              | ویتوریو دسیکا           |

### دهه ۱۹۵۰
| سال  | برگزیده                  | کارگردان          |
| ---- | ------------------------ | ----------------- |
| ۱۹۵۰ | سان‌ست بلوار ‡            | بیلی وایلدر       |
| ۱۹۵۱ | موقعیت مطلوب برای ترقی ‡ | جرج استیونس       |
| ۱۹۵۲ | مرد ساکت ‡               | جان فورد          |
| ۱۹۵۳ | ژولیوس سزار ‡            | جوزف ال. منکیه‌ویچ |
| ۱۹۵۴ | در بارانداز †            | الیا کازان        |
| ۱۹۵۵ | مارتی †                  | دلبرت من          |
| ۱۹۵۶ | دور دنیا در هشتاد روز †  | مایکل اندرسون     |
| ۱۹۵۷ | پل رودخانه کوای †        | دیوید لین         |
| 1958 | پیرمرد و دریا            | جان استرجز        |
| 1959 | The Nun's Story ‡        | فرد زینمان        |

### دهه ۱۹۶۰
| سال  | برگزیده                         | کارگردان                                         |
| ---- | ------------------------------- | ------------------------------------------------ |
| ۱۹۶۰ | پسران و عشاق ‡                  | جک کاردیف                                        |
| ۱۹۶۱ | Question ۷                      | استوارت روزنبرگ                                  |
| ۱۹۶۲ | طولانی‌ترین روز ‡                | کن آناکین، اندرو کارمن گرد اسوالد و برنهارد ویکی |
| ۱۹۶۳ | تام جونز †                      | تونی ریچاردسون                                   |
| ۱۹۶۴ | بکیت ‡                          | پیتر گلنویل                                      |
| ۱۹۶۵ | داستان النور روزولت             | ریک کپلن                                         |
| ۱۹۶۶ | مردی برای تمام فصول †           | فرد زینمان                                       |
| ۱۹۶۷ | Far from the Madding Crowd      | جان شلزینجر                                      |
| ۱۹۶۸ | The Shoes of the Fisherman      | مایکل اندرسون                                    |
| ۱۹۶۹ | مگر آن‌ها اسب‌ها را خلاص نمی‌کنند؟ | سیدنی پولاک                                      |

### دهه ۱۹۷۰
| سال  | برگزیده                | کارگردان            |
| ---- | ---------------------- | ------------------- |
| ۱۹۷۰ | پاتون †                | فرانکلین جی شافنر   |
| ۱۹۷۱ | مکبث                   | رومن پولانسکی       |
| ۱۹۷۲ | کاباره ‡               | باب فاس             |
| ۱۹۷۳ | نیش †                  | جرج روی هیل         |
| ۱۹۷۴ | مکالمه ‡               | فرانسیس فورد کوپولا |
| ۱۹۷۵ | بری لیندون ‡           | استنلی کوبریک       |
| ۱۹۷۵ | نشویل ‡                | رابرت آلتمن         |
| ۱۹۷۶ | همه مردان رئیس جمهور ‡ | آلن جی پاکولا       |
| 1977 | The Turning Point ‡    | هربرت روس           |
| ۱۹۷۸ | روزهای بهشت            | ترنس مالیک          |
| ۱۹۷۹ | منهتن                  | وودی آلن            |

### دهه ۱۹۸۰
| سال  | برگزیده                  | کارگردان        |
| ---- | ------------------------ | --------------- |
| ۱۹۸۰ | مردم معمولی †            | رابرت ردفورد    |
| ۱۹۸۱ | ارابه‌های آتش †           | هیو هادسن       |
| ۱۹۸۱ | سرخ‌ها ‡                  | وارن بیتی       |
| ۱۹۸۲ | گاندی †                  | ریچارد اتنبورو  |
| ۱۹۸۳ | خیانت                    | دیوید جونز      |
| ۱۹۸۳ | شرایط مهرورزی †          | جیمز ال. بروکس  |
| ۱۹۸۴ | گذرگاهی به هند ‡         | دیوید لین       |
| 1985 | رنگ ارغوانی (رمان) ‡     | استیون اسپیلبرگ |
| 1986 | A Room with a View ‡     | جیمز ایوری      |
| ۱۹۸۷ | امپراتوری خورشید         | استیون اسپیلبرگ |
| ۱۹۸۸ | میسیسیپی می‌سوزد ‡        | آلن پارکر       |
| ۱۹۸۹ | رانندگی برای خانم دیزی † | بروس برسفورد    |

### دهه ۱۹۹۰
| سال  | برگزیده           | کارگردان          |
| ---- | ----------------- | ----------------- |
| ۱۹۹۰ | رقصنده با گرگ‌ها † | کوین کاستنر       |
| ۱۹۹۱ | سکوت بره‌ها †      | جاناتان دمی       |
| ۱۹۹۲ | هواردز اند ‡      | جیمز ایوری        |
| ۱۹۹۳ | فهرست شیندلر †    | استیون اسپیلبرگ   |
| ۱۹۹۴ | فارست گامپ †      | رابرت زمکیس       |
| ۱۹۹۴ | داستان عامه‌پسند ‡ | کوئنتین تارانتینو |
| ۱۹۹۵ | حس و حساسیت ‡     | انگ لی            |
| 1996 | Shine ‡           | اسکات هیکس        |
| ۱۹۹۷ | محرمانه لس‌آنجلس ‡ | کرتیس هنسن        |
| ۱۹۹۸ | خدایان و هیولاها  | بیل کاندن         |
| ۱۹۹۹ | زیبایی آمریکایی † | سام مندس          |

### دهه ۲۰۰۰
| سال  | Winner                    | کارگردان      |
| ---- | ------------------------- | ------------- |
| ۲۰۰۰ | قلم‌پرها                   | فیلیپ کافمن   |
| ۲۰۰۱ | مولن روژ! ‡               | باز لورمن     |
| ۲۰۰۲ | ساعت‌ها ‡                  | استیون دالدری |
| ۲۰۰۳ | رودخانه میستیک ‡          | کلینت ایستوود |
| ۲۰۰۴ | در جستجوی ناکجاآباد ‡     | مارک فارستر   |
| ۲۰۰۵ | شب به خیر و موفق باشید. ‡ | جرج کلونی     |
| ۲۰۰۶ | نامه‌هایی از ایووجیما ‡    | کلینت ایستوود |
| ۲۰۰۷ | جایی برای پیرمردها نیست † | برادران کوئن  |
| ۲۰۰۸ | میلیونر زاغه‌نشین †        | دنی بویل      |
| ۲۰۰۹ | بالا در آسمان ‡           | جیسون رایتمن  |

### دهه ۲۰۱۰
| سال  | Winner                  | کارگردان         |
| ---- | ----------------------- | ---------------- |
| ۲۰۱۰ | شبکه اجتماعی ‡          | دیوید فینچر      |
| ۲۰۱۱ | هوگو ‡                  | مارتین اسکورسیزی |
| ۲۰۱۲ | سی دقیقه پس از نیمه‌شب ‡ | کاترین بیگلو     |
| ۲۰۱۳ | او ‡                    | اسپایک جونز      |
| ۲۰۱۴ | یک سال بسیار خشن        | جی. سی. چاندور   |